# مورتن ميلدال
مورتن ميلدال (من مواليد 16 يناير 1954) هو كيميائي دنماركي. وهو أستاذ الكيمياء في جامعة كوبنهاغن في كوبنهاغن، الدنمارك. اشتهر بتطوير تفاعل إضافة هويزغن الحلقية أزيد-ألكاين، المتزامن مع فاليري فوكين وكارل باري شاربلس ولكن بشكل مستقل عنهما.
حصل ميلدال على ثلث جائزة نوبل في الكيمياء لعام 2022 بالاشتراك مع كارولين بيرتوزي وكارل باري شاربلس، «لتطوير كيمياء النقر والكيمياء الحيوية المتعامدة».